# Witvleugelwipstaart
De witvleugelwipstaart (Cinclodes atacamensis) is een zangvogel uit de familie Furnariidae (ovenvogels).

## Verspreiding en leefgebied
Deze soort komt voor van centraal Peru tot het westelijke deel van Centraal-Argentinië en telt twee ondersoorten:
- C. a. atacamensis: van centraal Peru tot Bolivia, noordelijk Chili en noordwestelijk Argentinië.
- C. a. schocolatinus: Centraal-Argentinië.

## Status
De grootte van de populatie is niet gekwantificeerd maar de soort wordt omschreven als vrij algemeen. Op de Rode lijst van de IUCN heeft deze soort de status niet bedreigd.